# EFG International
Pour les articles homonymes, voir EFG.
EFG International est un groupe bancaire spécialisée dans la banque privée et la gestion d’actifs, dont le siège est situé à Zurich. Le groupe des entreprises de gestion privée d’EFG International opère actuellement dans près de 40 sites dans le monde entier, et comptait plus de 3 025 collaborateurs à la fin 2023.

## Historique
EFG (European Financial Group) International a été constituée en 1995 par Jean Pierre Cuoni et Lawrence D. Howell, ainsi que cinq autres personnes. La banque a été fondée à la suite de l’acquisition du droit à la fois d’opérer depuis le bureau de Zurich de la Banque de Dépôts et de superviser les opérations en Suisse de la Royal Bank of Scotland.
En février 2016, EFG annonce l'acquisition pour 1,34 milliard de dollars de BSI, la filiale suisse basée dans le canton du Tessin spécialisée dans la banque privée de la banque brésilienne BTG Pactual.
En avril 2016, EFG International annonce l'acquisition de UBI Banca International, une banque privée luxembourgeoise pour un montant inconnu.

## Structure
Le principal actionnaire d’EFG International est EFG Bank European Financial Group, une banque suisse basée à Genève, qui détient 45,4 % de son capital. Celle-ci constitue un sous-groupe distinct d’European Financial Group EFG (Luxembourg) (« EFG Group »), basé au Luxembourg. BTG Pactual détient 19.8 % d’EFG International.
EFG Bank est la principale filiale de gestion privée d’EFG International en Suisse. EFG Bank possède un siège à Zurich et des succursales et bureaux de représentation à travers l’Europe, l’Asie-Pacifique, les Amériques et le Moyen-Orient. EFG International possède de nombreuses autres filiales de gestion privée, notamment EFG Private Bank Limited au Royaume-Uni et EFG Capital aux États-Unis.
EFGI opère dans près de 40 sites dans le monde entier ; au 31 décembre 2023, il comptait 3 025 salariés et gérait CHF 142,2 milliards d’actifs clients.

## Résultats
Performance financière à la fin 2023 :
- Résultat d’exploitation : CHF 1 430,7 millions.
- Résultat net IFRS : CHF 303,2 millions.
- Actifs sous gestion des clients générateurs de revenus : CHF 142,2 milliards.

En 2015, le nom de la banque apparaît dans les Panama Papers comme intermédiaire dans la gestion de 19 sociétés basées au Panama ou dans les îles vierges britanniques.

## Comité exécutif
- Giorgio Pradelli - Chief Executive Officer
- Vassiliki Dimitrakopoulou - Global Head of Legal & Compliance
- Demis Stucki - Chief Operating Officer
- Enrico Piotto - Chief Risk Officer
- Dimitris Politis - Chief Financial Officer